# Ejnar Hertzsprung
Ejnar Hertzsprung (8 d'octubre de 1873 Copenhaguen – 21 d'octubre de 1967 Roskilde) fou un químic i astrònom danès.
Durant el període 1911-1913 desenvolupà el diagrama de Hertzsprung-Russell amb Henry Norris Russell, encara que treballant de forma independent.
En el 1913 determinà les distàncies de moltes estrelles cefeides de la Galàxia pel mètode de la Paral·laxi estadística, i va poder també calibrar la relació descoberta per Henrietta Swan Leavitt entre el període de les cefeides i la seva lluminositat. Durant aquesta determinació cometé un error en el posicionament de les estrelles 10 vegades massa a prop. Utilitza aquesta relació per estimar la distància del Petit Núvol de Magalhães.
Descobrí dos asteroides, un dels quals fou l'asteroide Amor (1627) Ivar.

## Distincions Honorífiques
Recompenses
- Medalla d'or de la Royal Astronomical Society el 1929
- Medalla Bruce el 1937

Epònims
- El crater Hertzsprung a la Lluna.
- L'asteroide (1693) Hertzsprung.